# بنی فرات
بنی فرات یا خاندان فرات یا آل فرات از خاندان‌های مشهور شیعه مذهب قرن سوم هجری و معاصر عصر غیبت امام دوازده شیعیان بودند.
این خاندان خاستگاه دو تن از وزیران عباسی بود که که نقش زیادی در تحولات سیاسی برای چند دهه ایفا کردند. بزرگ این خاندان، در قرن سوم هجری، ابوجعفر محمد بن موسی بن حسن بن فرات می‌باشد. ازتاریخ زندگانی او اطلاعات زیادی در دسترس نیست. نوبختی در شرح فرقهٔ نصیریه از وی به عنوان یار و پشتیبان نزدیک ابن نصیر، بنیانگذار فرقه نصیریه یاد کرده‌است. ظاهراً پیش از غیبت صغری، فعالیت‌های او در عرصهٔ سیاسی و امور دولتی آغاز شد. او با واسطه دوستی با حسن بن مخلد بن جراح (م۲۶۳ق)، وزیر خلیفه المعتمد، در دستگاه دولتی مشاغلی یافت. او برای مدتی کارگزار دولتی در ماسبذان و نهاوند بود. تاریخ مرگ او به درستی معلوم نیست و احتمالاً در بین درگذشت حسن عسکری (م۲۶۰ق) و محمد بن نصیر (م۲۷۰ق)، از دنیا رفته‌است. پس از او چند تن از فرزندان ابوجعفر به ریاست دیوان‌ها و مقام وزارت دست یافتند.
اولین شخصیت برجستهٔ سیاسی این خاندان در عصر غیبت صغری، ابوالعباس احمد(۲۳۶–۲۹۱ق)، فرزند بزرگ محمد بن محمد بن موسی بن فرات، و از یاران حسن عسکری، امام یازدهم شیعه دوازده امامی بود. ابولعباس روایاتی از امام یازدهم شیعه نقل کرده و دارای تألیفاتی می‌باشد. با روی کار آمدن المعتضد عباسی (خلافت ۲۷۹–۲۸۹ق) ریاست دیوان خراج و ضیاع را دریافت کرد. او دیوان جدیدی را به نام دیوان الدار تأسیس نمود که حاصل ادغام دیوان عالی ولایتی مشرق و مغرب و دیوان سواد بود. اوخود ریاست آن را به عهده گرفت و برادرش ابوالحسن علی را به نیابت خود گمارد. از مشهورترین چهرهٔ سیاسی این خاندان و شخصیت سیاسی شیعه در این زمان، ابوالحسن علی بن محمد بن موسی بن فرات وزیر(۲۴۱–۳۱۲ق)، وزیر معتضد عباسی بود. حضور ابوالحسن در دستگاه حکومت عباسی، زمینه را برای ورود شیعیان به عرصه‌های سیاسی و حکومتی فراهم ساخت.
از دیگر چهره‌های خاندان بنی فرات احمد بن فرات است که فقیهی شیعی بود و شاعر بود.